# Острувек (Вишковський повіт)
Острувек (пол. Ostrówek) — село в Польщі, у гміні Жонсьник Вишковського повіту Мазовецького воєводства.
Населення — 87 осіб (2011).
У 1975-1998 роках село належало до Остроленцького воєводства.

## Демографія
Демографічна структура станом на 31 березня 2011 року:
|          | Загалом | Допрацездатний вік | Працездатний вік | Постпрацездатний вік |
| -------- | ------- | ------------------ | ---------------- | -------------------- |
| Чоловіки | 43      | 9                  | 29               | 5                    |
| Жінки    | 44      | 11                 | 21               | 12                   |
| Разом    | 87      | 20                 | 50               | 17                   |